# Poecilochaetus tokyoensis
Poecilochaetus tokyoensis är en ringmaskart som beskrevs av Imajima 1989. Poecilochaetus tokyoensis ingår i släktet Poecilochaetus och familjen Poecilochaetidae. Inga underarter finns listade i Catalogue of Life.